# 麥克·漢普頓
小麥可·威廉·漢普頓（英語：Michael William Hampton Jr.，1972年9月9日—），為前美國職棒大聯盟的投手，生涯曾效力於水手、太空人、大都會、洛磯、勇士與響尾蛇等隊。退休後他曾在水手隊擔任牛棚教練，直到2017年退休為止。
漢普頓生涯共入選兩次明星賽，拿下5次銀棒獎和一次金手套獎。他在2000年獲選為國聯冠軍賽的MVP，並在世界大賽登板投球。

## 職業生涯

### 西雅圖水手
1990年大聯盟選秀，水手在第6輪選進漢普頓。他在1993年登上大聯盟，球季結束後，球隊將他和Mike Felder交易到太空人，換來Eric Anthony。

### 休士頓太空人
1995年起，漢普頓正式成為先發投手。他每年的防禦率都低於4，其中他在1999年更是拿下22勝4敗，防禦率2.90。他在這年的打擊率為3成13，不僅首度獲得銀棒獎，並在賽揚獎票選上拿下第二，僅次於藍迪·強森。

### 紐約大都會
漢普頓在合約到期後加入大都會。2000年，他拿下15勝12敗，防禦率3.12。他在國聯冠軍賽拿下2勝，且2場先發都無失分，最後順利收下聯盟冠軍賽的MVP。他在世界大賽第二場先發，但最後吞下敗投，最終大都會1勝4敗輸給洋基。

### 科羅拉多洛磯
2000年12月9日，洛磯與漢普頓簽下8年1億2100萬美元的合約，寫下當時大聯盟史上最高合約總值紀錄。2001年，他拿下14勝13敗，防禦率5.41。隔年他更是只有7勝15敗，防禦率6.15為生涯最慘。打擊方面，他在2001年繳出2成91的打擊率，還敲出7轟。隔年他敲出3轟，打擊率為3成44。他也連續2年都獲得銀棒獎。

### 亞特蘭大勇士
2002年11月，漢普頓先被交易到馬林魚，再被交易到勇士。2003年，他拿下14勝，防禦率降到3.84。2004年，他在最後11場先發拿下10勝，幫助勇士獲得分區冠軍。
2005年，他在前12場先發拿下5勝3敗，但他在8月19日卻因手肘傷勢導致幾乎缺席剩餘球季。9月25日，他進行了湯米約翰手術，導致2006年球季報銷。
雖然勇士期待他在2007年回歸，但他的復原進度卻不如預期的順利。2007年3月7日，漢普頓在復健的過程中又撕裂了斜肌。他在4月8日試投了一次球後決定繼續休養，導致他2007年賽季也一併報銷。
2008年4月3日，原訂要準備登板的漢普頓又在熱身時拉傷左胸肌，於是又進入了15天傷兵名單。7月26日，漢普頓暌違近3年終於回到大聯盟。結果他只出賽13場比賽又再次受傷，整季拿下3勝4敗，防禦率4.85。

### 重返休士頓

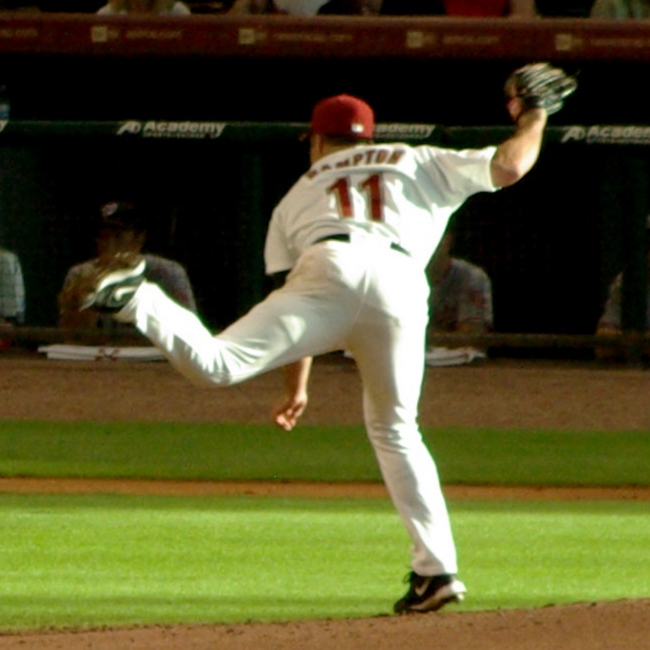
2009年的漢普頓

2008年12月3日，漢普頓和太空人簽下1年200萬美元的合約，再加上200萬美元的激勵獎金。而漢普頓為了他的好友Brad Ausmus，而選擇了11號球衣。
2009年9月15日，漢普頓進行了肩旋轉肌腱手術，這項手術極有可能讓他缺席整個2010年賽季。

### 亞利桑那響尾蛇
2010年8月21日，漢普頓與響尾蛇簽下小聯盟合約。這年他在大聯盟僅出賽10場比賽。球季結束後，他繼續和響尾蛇簽小聯盟約，不過他在2011年3月26日宣布正式退休。

## 教練生涯

### 洛杉磯天使
2013年，漢普頓在天使隊小聯盟2A擔任投手教練。球季結束後，他未獲球隊續任。

### 西雅圖水手
2015年，漢普頓成為水手隊的牛棚教練。後來他在2017年7月9日辭職。

## 生涯投球成績
| 勝投 | 敗投 | 防禦率 | 出賽場次 | 先發 | 完投 | 完封 | 投球局數 | 安打 | 失分 | 自責分 | 全壘打 | 保送 | 三振 | 暴投 | 觸身球 |
| ---- | ---- | ------ | -------- | ---- | ---- | ---- | -------- | ---- | ---- | ------ | ------ | ---- | ---- | ---- | ------ |
| 148  | 115  | 4.06   | 419      | 355  | 21   | 9    | 2268.1   | 2370 | 1157 | 1024   | 200    | 901  | 1387 | 75   | 49     |

## 外部連結
- 球員資訊和成績在MLB，ESPN，Baseball-Reference，Fangraphs（英文）
- 麥克·漢普頓在台灣棒球維基館上的頁面（繁體中文）